# Осипов, Олег Владимирович
Олег Владимирович Осипов (19 августа 1955) — советский футболист, выступавший на позиции защитника и опорного полузащитника. Сыграл 27 матчей в высшей лиге СССР. Мастер спорта СССР (1984).

## Биография
Занимался футболом с 10-летнего возраста в детской школе «Балтики», первые тренеры — Руф Анатольевич Светашов и Олег Николаевич Сухоручкин. На взрослом уровне начал выступать в составе команды «Тралфлотовец», являвшейся фарм-клубом «Балтики». В 1973 году в 18-летнем возрасте дебютировал в составе калининградского клуба в соревнованиях команд мастеров, выйдя на замену на две минуты в выездном матче в Могилёве. В 1974—1975 годах служил в армии, в танковых войсках.
С 1976 года стал игроком основного состава «Балтики», в первом же матче после возвращения забил гол в ворота рязанского «Спартака». В 1978 году перешёл в костромской «Спартак», в котором провёл следующие два сезона.
С 1980 года выступал за воронежский «Факел». В составе команды в 1984 году стал победителем первой лиги и полуфиналистом Кубка СССР. В высшей лиге в сезоне 1985 года сыграл 27 матчей, дебютировал на высшем уровне 3 марта 1985 года в игре против ленинградского «Зенита». По окончании сезона-1985 покинул команду и вернулся в Калининград, но в 1987—1988 годах снова выступал за «Факел». Всего за воронежский клуб сыграл 245 матчей в чемпионатах страны.
В конце карьеры выступал в соревнованиях коллективов физкультуры и Балтийской лиге за «Прогресс» (Черняховск). В 1991 году стал играющим тренером в «Балтике» и в трёх матчах выходил на поле, а по окончании сезона завершил карьеру.
После окончания игровой карьеры в 1990-е годы работал селекционером «Балтики». В 2013 году был селекционером литовского «Атлантаса».